# Bíblia de Calov
La Bíblia de Calov és una bíblia del segle XVII en tres volums que conté traduccions a l'alemany i comentaris tant de Martin Luter com del teòleg Abraham Calovius. L'exemplar més conegut és el que va pertànyer a Johann Sebastian Bach i que ofereix informació sobre la visió del compositor sobre diversos aspectes religiosos que influirien a la seva obra musical.

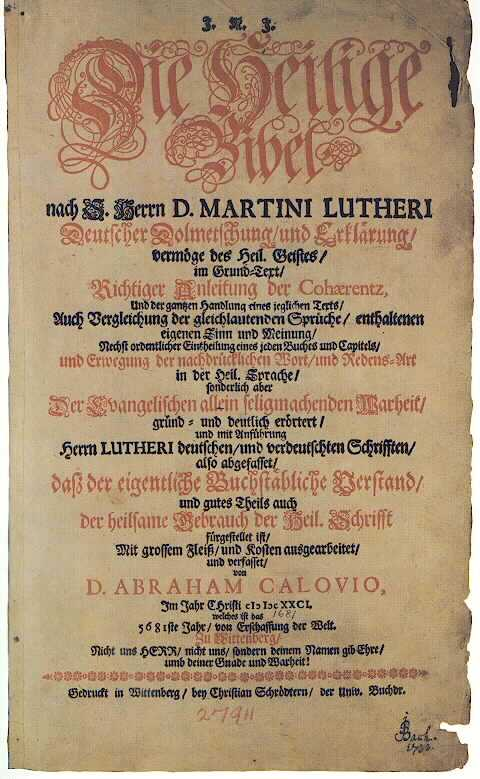
Portada de la Bíblia de Calov, amb la signatura i la data de Bach (1733) a l'extrem inferior dret

## Connexió amb Johann Sebastian Bach
La Bíblia de Calov va adquirir una fama rellevant amb el descobriment d'una còpia que havia pertangut al compositor Johann Sebastian Bach.
En el moment de la mort de Bach es va fer un inventari de la seva biblioteca on hi consten uns "Escrits de Calovius" dels quals no es tenia més notícia fins que el 1934, el pastor Luterà Christian G. Riedel va viatjar des d'Alemanya a Michigan per assistir a una convenció luterana.
Riedel es va allotjar a casa d'uns familiars que descendien d'una branca de la família emigrada als Estats Units moltes dècades abans. Aquests familiars van mostrar al pastor una bíblia antiga en tres volums, datada el 1681, que un avantpassat havia adquirit a Philadelphia cap a 1830. Riedel es va adonar que a la portada de cada volum hi havia una signatura al marge inferior dret que va reconèixer com la de Johann Sebastian Bach. A sota de la signatura, a més, hi havia la data de 1733.
En el gruix dels tres llibres hi ha diversos passatges subratllats i anotacions al marge escrites pel mateix Bach. En alguns casos són correccions gramaticals o tipogràfiques però també s'hi troben reflexions i observacions de caràcter religiós.
Un cop comprovada l'autenticitat i el valor de la Bíblia, la família va donar els tres volums a la Biblioteca del Seminari Concordia a St. Louis, Missouri.